# Be lonely together
「Be lonely together」（ビー・ロンリー・トゥゲザー）は、2019年8月13日にT-Palette Recordsから発売、および配信されたアップアップガールズ(2)の7枚目のシングル。

## 概要
- つんく♂（シャ乱Q）をプロデューサーに迎えた4作連続シングルの第4弾[2]。

## 収録曲
1. Be lonely together
作詞・作曲：つんく、編曲：平田祥一郎
2. ワッチャウッ!!
作詞：NOBE、作曲：michitomo、編曲：かずぼーい
3. 2学期サマーっ!!
作詞：NOBE、作曲：michitomo、編曲：kojiOba
4. Be lonely together（Instrumental）
5. ワッチャウッ!!（Instrumental）
6. 2学期サマーっ!!（Instrumental）